# Paul Neidhardt

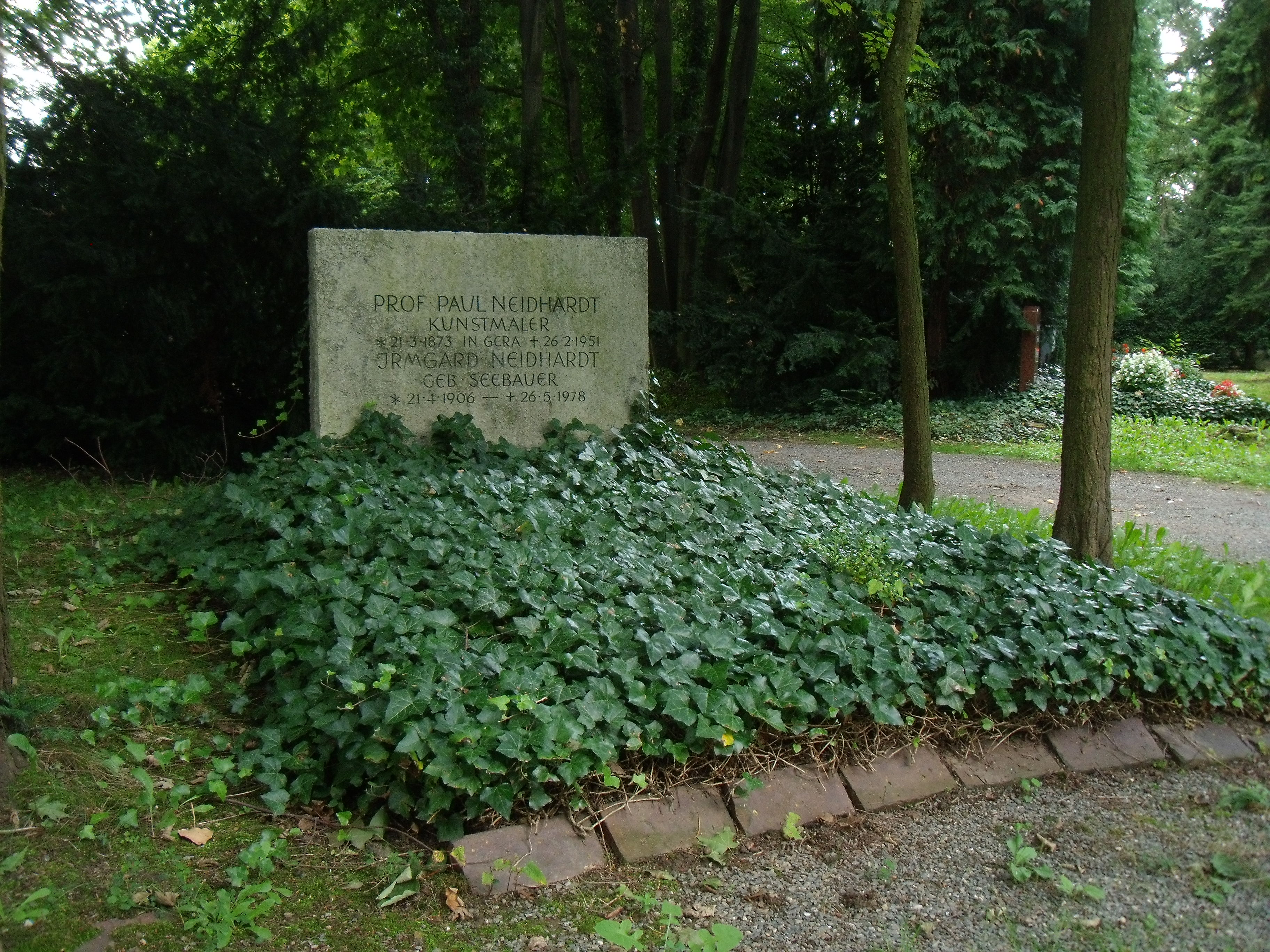
Grab auf dem Geraer Ostfriedhof

Paul Neidhardt (* 21. März 1874 in Gera; † 26. Februar 1951 ebenda) war ein deutscher Maler. Er zählte zu den wichtigsten Vertretern des Ostthüringer Künstlerkreises.

## Leben und Werk

Gera, Rathaus mit Marktplatz (1931); Öl auf Leinwand

Paul (auch Paul G.) Neidhardt besuchte von 1878 bis 1887 die 1. Bürgerschule in Gera. Anschließend machte er eine dreijährige Ausbildung zum Porzellan-Maler. Von 1892 bis 1894 besuchte er zwei Jahre lang die Kunstgewerbeschule in Nürnberg, danach von 1894 bis 1898 die Akademie der Bildenden Künste München. 1904 ging er wieder in seine Heimatstadt Gera. Er war Lehrer am Geraer Technikum und an der Höheren Gärtnerlehranstalt Köstritz. Daneben betätigte er sich als freier Künstler und unterhielt er eine Mal- und Zeichenschule, zu seinen Schülern gehörten Kurt Günther, Erich Drechsler und 1914 kurzzeitig Kurt Schmidt. 1914 war Neidhardt an der Herausgabe des Buchs „Unser Reußenland in Bildern“ beteiligt. Er nahm an Ausstellungen im Geraer Kunstvereins teil, erhielt zunehmend Anerkennung und hatte erste Verkaufserfolge. Der Geraer Unternehmer und Kunstmäzen Paul Schulenburg und das Stadtmuseum Gera erwarben Bilder Neidhardts. U. a. 1919 wurden auf einer Versteigerung in Frankfurt/Main Bilder Neidhardts aufgeboten. Von 1916 bis 1918 nahm Neidhardt in Polen und Russland am Ersten Weltkrieg teil. In dieser Zeit entstanden vor allem Zeichnungen vom Alltag der Soldaten und der Landschaft. Nach Kriegsende arbeitete er wieder in Gera. Er war ab 1919 Gründungsmitglied, dann zeitweilig Vorsitzender und Ehrenmitglied des Künstlerbunds Ostthüringen. Eine langjährige freundschaftliche Beziehung verband ihn mit dem Maler Hermann Paschold (1879–1965). Zu seinem Freundeskreis gehörten u. a. auch die Künstler Kurt Günther, Alexander Wolfgang, Erich Drechsler und Alfred Ahner und der Geologe Rudolf Hundt (1894–1970). Aus diesem Kreis heraus gründete sich 1926 die lose spät-dadaistische Gemeinschaft „pro-pro-pru“ (produktiv-prominente brummochsen).
1926 ist als Wohnadresse der Steinweg 5 nachgewiesen. 1933 unternahm Neidhardt Studienreisen nach Norddeutschland.
1946 wurde Neidhardt durch die Thüringer Landesregierung der Professorentitel verliehen. Ab 1947 arbeitete er als Dozent an der Volkshochschule Gera.
Neidhardt war von 1907 bis zur Scheidung 1935 mit Babette Therese Kühn und ab 1935 mit der Malerin Johanne Irmgard Seebauer (1906–1978) verheiratet. Nach seinem Tod führte sie seine Malschule weiter.
2008 schenkte der Kunsthistoriker Hans Joachim Neidhardt, ein entfernter Verwandter Neidhardts, der Kunstsammlung Gera mehrere Bilder Neidhardts. Weitere Werke befinden sich u. a. im Lindenau-Museum Altenburg/Thüringen.

## Ehrungen
- 1938 Ernennung zum Ehrenmitglied des Geraer Kunstvereins
- 1943 Verdienstmedaille für Kunst und Wissenschaft der Stadt Gera
- 1946 Ernennung zum Professor durch das Landeskabinett Thüringen
- 1989 wurde in Gera eine im Neubaugebiet Bieblach-Ost projektierte Straße als Prof.-Neidhardt-Straße benannt. Nach der deutschen Wiedervereinigung und der damit verbundenen Planänderungen erfolgte 1995 die Benennung als Prof.-Neidhardt-Siedlung.[3]

## Museen und öffentliche Sammlungen mit Werken Neidhardts (unvollständig)
- Altenburg/Thür.: Lindenau-Museum
- Gera: Otto-Dix-Haus

## Werke (Auswahl)
- Jesu als guter Hirte (1912, Gemälde an der Predella der Dorfkirche Laasdorf)
- Blick ins Elstertal (1912, Öl)[4]
- Russische Landschaft (1917, Pastell und Kohle; Lindenau-Museum)
- Saaleblick bei Drognitz (1926, Öl, Otto-Dix-Haus)
- Heinrichsbrücke am Abend (1948, Öl; Otto-Dix-Haus)
- Bildnis Frau Pl. (1948, Öl; 1948 ausgestellt auf der Ausstellung „Die Ernte“)[5]

## Ausstellungen
- 1948 Gera, Stadthalle (zum 75. Geburtstag)
- 1948 Gera, Ausstellung Geraer Künstler „Die Ernte“[6]
- 1949: Weimar, Schlossmuseum (mit Hermann Paschold)
- 1953 Altenburg, Lindenau-Museum (zum 80. Geburtstag)
- 1973 Gera, Stadtmuseum (zum 100. Geburtstag)
- 1995/96 Gera, Orangerie („Die Künstlerfreunde Paul Neidhardt & Hermann Paschold“)